# Masakazu Itō
Masakazu Itō (jap. 伊藤 雅和, Itō Masakazu; * 12. Juni 1988) ist ein japanischer Radrennfahrer.
Masakazu Itō wurde 2007 Dritter bei der japanischen Meisterschaft im Straßenrennen der U23-Klasse hinter dem Sieger Jumpei Murakami. Im nächsten Jahr war er bei der Tour d’Indonesia auf dem vierten Teilstück nach Semarang erfolgreich und die neunte Etappe nach Banyuwangi konnte er ebenfalls für sich entscheiden. Außerdem wurde er einmal Etappenzweiter und einmal belegte er den dritten Rang auf einem Teilstück. In der Gesamtwertung wurde er Neunter. Im Jahr 2012  gewann er eine Etappe der Tour de Singkarak.

## Erfolge
2008
- zwei Etappen Tour d’Indonesia

2012
- eine Etappe Tour de Singkarak

## Teams
- 2010 Aisan Racing Team (Stagiaire)
- 2011–2016 Aisan Racing Team
- 2017–2019 Nippo-Vini Fantini
- 2020 Aisan-De Rosa